# Stephen Gilbert
Pour l'homme politique, voir Stephen Gilbert (homme politique).
Stephen Gilbert (né le 15 janvier 1910, mort le 12 janvier 2007) est un peintre et sculpteur britannique. Il a été l'un des rares artistes britanniques à entièrement embrasser le mouvement d'avant-garde à Paris dans les années 1950.

## Naissance et parenté
Stephen Gilbert est né à Wormit, dans le nord-est de Fife, en Écosse, de parents anglais. Son grand-père, Alfred Gilbert, est le sculpteur qui a créé l'Ange de la charité chrétienne qu'on peut voir à Piccadilly Circus.

## Éducation
Il a étudié l'architecture à la Slade School of Fine Art à Londres entre 1929 et 1932, où il s'est lié d'amitié avec Roger Hilton. Stephen Gilbert a remporté une bourse d'études de la Slade School à la fin de sa première année, et le principal Henry Tonks l'a encouragé à commencer à peindre à partir de 1930. Ses débuts en peinture sont marqués par l'influence de Cézanne. Il a également rencontré la sculptrice Jocelyn Chewett à la Slade School, avec laquelle il s'est marié en 1935.

## Carrière
Il expose à la Royal Academy en 1936, et réalise une première exposition solo à Londres à la Wertheim Galery en 1938. En 1937, il s'installe à Paris, où sa femme a étudié auprès d'Ossip Zadkine, et en repart avant la Seconde Guerre mondiale. Révoqué du service militaire pour raisons médicales, il passe la guerre en Irlande, près de Dublin avec sa femme et son fils, Humphrey. Il le groupe d'artiste réfugies The White Stag group. Son travail est inspiré de Masson, et de la lecture de Jung, Nietzsche et Jakob Böhme, avec des créatures fantastiques et des plantes peintes dans des couleurs vives.
Il retourne à Paris en 1946 après la naissance de sa fille Frances.  Il expose au salon des surindépendants à Paris en 1948, où il attire l'attention de l'artiste danois Asger Jorn, qui l'amène à rejoindre le groupe d'artistes d'avant-garde CoBrA. Il est, avec William Gear, l'un des seuls membres d'origine britannique. Il participe à la première édition du journal du groupe, et est impliqué dans les deux expositions majeures : le Congrès de Bregnerød en août 1949, et l'exposition au Stedelijk Museum Amsterdam en novembre de la même année, où il collabore avec Constant Nieuwenhuys.   Un critique d'art français le décrit alors comme « le plus français des sculpteurs anglais et l'un des plus européens parmi les artistes ».
Il rencontre aussi Max Walter Svanberg en Suède. Après la période CoBrA, son approche picturale devient plus abstraite, mais il reste en contact avec Pierre Alechinsky après la dissolution du mouvement. Il expose à plusieurs reprises au Salon des réalités nouvelles.
Dans les années 1950, il se concentre sur les œuvres en trois dimensions et les formes architecturales, créées à partir de feuilles d'aluminium.  Il se joint au Groupe Espace d'André Bloc en 1954, et expose au Salon de la Jeune Sculpture.  Il devient également l'un des fondateurs du groupe Néovision, et travaille avec l'architecte expérimental Peter Stead (en). Son œuvre évolue alors vers des formes plus curvilignes, qu'il expose aux Drian Galleries de Londres en 1961.  Il reçoit un prix de la Fondation Caoulste-Gulbenkian en 1962, et le prix de sculpture de la Tokyo Biennale en 1965.
Son épouse meurt en 1979, et sa sculpture évolue vers des structures plus fermées.  Il reprend la peinture dans les années 1980. Ses toiles peuvent être trouvées dans plusieurs collections publiques.
Il meurt à Frome, dans le Somerset.